# Matthijs Brouwer
Matthijs Brouwer, född den 1 juli 1980 i Raamsdonk, Nederländerna, är en nederländsk landhockeyspelare.
Han tog OS-silver i herrarnas landhockeyturnering i samband med de olympiska landhockeytävlingarna 2004 i Aten.